# 喜马拉雅低额蚤
喜马拉雅低额蚤（学名：Simocephalus himalayensis）为蚤科低额蚤属的动物。在中国大陆，分布于西藏等地，属于特有的高原种类。其主要生活于海拔5000米左右的湖泊的湖汊沿岸、水塘及水坑内。